# Anoectangium mafatense
Anoectangium mafatense là một loài rêu trong họ Pottiaceae. Loài này được Renauld & Cardot mô tả khoa học đầu tiên năm 1890.